# Metaphycus longicaudae
Metaphycus longicaudae är en stekelart som först beskrevs av Shi, Si och Wang 1996.  Metaphycus longicaudae ingår i släktet Metaphycus och familjen sköldlussteklar. Inga underarter finns listade i Catalogue of Life.